# Alessandro Frosini
Alessandro Frosini (Siena, 22 settembre 1972) è un ex cestista e dirigente sportivo italiano, general manager della Scaligera Verona.

## Carriera

Frosini (al centro, numero 12) con il trofeo dell'Eurolega 2000-2001

Centro di spessore, è una presenza intimidatoria nell'area, specialmente in fase difensiva, dove è un ottimo stoppatore nonostante la mole, che non ne fa un grande atleta. In fase offensiva dispone di un ottimo gioco sotto canestro e di un tiro morbido che lo rende pericoloso anche dalla media distanza. Le sue doti di leadership naturali e la grande esperienza accumulata nel campionato italiano ne fanno un elemento prezioso per la propria squadra.
Nasce a Siena, città dove giocherà anche tutta la trafila delle giovanili, e cresce a Castelnuovo Berardenga, prima di essere acquisito dall'allora Scaligera Basket di Verona, dove esordisce a 18 anni e segna i suoi primi punti in carriera.
Dal 1994 al 2003 è una preziosa pedina per le due squadre di Bologna, rispettivamente della Fortitudo prima e soprattutto della Virtus dopo: in bianconero lascia ricordi indelebili, inclusi quelli dell'annata 2000-01 in cui la squadra vince il Grande Slam (scudetto, Coppa Italia ed Eurolega). Successivamente gioca due anni con la Scavolini Pesaro, poi, con il fallimento del club, approda a Biella.
Nel 2007 scende nel campionato di Legadue con il passaggio alla Juvecaserta Basket, con la quale centra la promozione in Serie A e la salvezza l'anno successivo, quest'ultima con i gradi di capitano della formazione casertana. Le ultime due stagioni della sua carriera da giocatore le trascorre in Legadue con i colori della Pallacanestro Reggiana.
Proprio all'interno della Pallacanestro Reggiana Frosini inizia la sua carriera da dirigente: nel 2011 assume infatti il ruolo di direttore sportivo, incarico mantenuto fino al giugno 2020. Il 17 febbraio 2021 diventa ufficialmente il nuovo direttore sportivo della Scaligera Verona, suo vecchio club da giocatore. Nel luglio 2022 cambia ruolo all'interno della società, diventando general manager.

## Palmarès

### Squadra
- Campionato italiano: 2

Virtus Bologna: 1997-98, 2000-01
- Coppa dei Campioni - Eurolega: 2

Virtus Bologna: 1997-98, 2000-01
- Coppa Italia: 4

Scaligera Verona: 1991
Virtus Bologna: 1999, 2001, 2002

### Individuale
- MVP Coppa Italia Serie A: 1

Virtus Bologna: 1999